# Afrogarypus zonatus
Afrogarypus zonatus är en spindeldjursart som först beskrevs av Beier 1959.  Afrogarypus zonatus ingår i släktet Afrogarypus och familjen Geogarypidae. Inga underarter finns listade i Catalogue of Life.